# Eduardo Vernazza
Eduardo Vernazza (Montevideo, 13 de octubre de 1910 - ibídem, 26 de mayo de 1991) fue un artista uruguayo.

## Biografía
Estudió dibujo con Marcelino Buscasso y tomó clases de escultura con Severino Pose en el Círculo de Bellas Artes. Frecuentó el taller de José Luis Zorrilla de San Martín y realizó ilustraciones para Mundo Uruguayo y otras revistas, fue dibujante del diario El Día, donde también ejerció la crítica de arte.
La temática de sus obras comprende flores, bodegones, animales domésticos, retratos y autorretratos, temas de circo, marinas, paisajes diversos, escenas de Montevideo con sus ferias, plazas, calles, teatro, candombe y personajes populares, incluye pinturas y más de 2000 dibujos.
Como ávido espectador teatral, bocetó, ilustró y retrató a famosas figuras del quehacer teatral uruguayo, como China Zorrilla.

## Premios
- Primer Premio Medalla de Oro del Salón Nacional de Bellas Artes (dos veces).
- Primer Premio de Pintura del 38.º Salón Nacional de Artes Plásticas y Visuales (dos veces).
- Gran Premio de Pintura del 40.º Salón de Artes Plásticas y Visuales.
- Premio Salón Paulista, San Pablo, Brasil.
- Premio Maestros de la Pintura Uruguaya, Salón Nacional de Bellas Artes.

## Exposiciones internacionales
- Salón de Otoño, Petit Palais, París.
- Premio de la Primera Bienal de Grabado de Tokio, Japón.
- Primer Certamen Latinoamericano de Xilografía, Buenos Aires
- Galería Velázquez, Buenos Aires
- Galería INSEL (cuarenta y cinco obras), Nueva York
- Museo Cayuga, Nueva York
- Galería Guido, Tel Aviv
- Galería Nord, Turín, Italia
- Galería Carmona, Buenos Aires
- Latinamerican Gallery, Washington, Estados Unidos
- Feria Internacional de las Naciones, Atlantic City, Nueva Jersey
- Teatro Ca Foscari, Venecia, Italia
- Galería Latinoamericana, San Pablo, Brasil
- Salón Paulista, San Pablo, Brasil.